# Rauchgaskamin am Steinberg
Der Rauchgaskamim am Steinberg auch Steinbergruine genannt ist ein technisches Denkmal auf dem Steinberg bei Ostwig (Gemeinde Bestwig). Es handelt sich um die Reste eines Rauchgaskamins, der allerdings nie in Betrieb war und heute als Aussichtsturm dient. 

## Geschichte
Gebaut wurde der Kamin während des Bergbau- und Industriebooms in der Mitte des 19. Jahrhunderts im Ramsbecker Erzrevier. Der Kamin wurde 1854 gebaut und sollte dazu dienen die giftigen Dämpfe einer neuen Erzhütte abzuführen. Mit einer Abgasführung durch sogenannten Füchse aus Bruchstein sollten die Gase von der Hütte zum Kamin geführt werden. Dieser ist aus Bruchstein in leicht konischer Form erbaut, wurde aber nie fertig gestellt, da das von Henry Marquis de Sassenay voran getriebene großbetriebliche Projekt der Stolberger Aktiengesellschaft für Bergbau, Blei- und Zinkfabrikation bereits 1855 scheiterte. Die Hütte und der Kamin wurden nicht zu Ende gebaut.  
Die Grundfläche des Kamins beträgt 5 mal 5 m und heute ist er noch 9 m hoch. Zum Erhalt wurde der Bau 1974 und 2009 renoviert. Auch wurde er zu einer Aussichtsplattform ausgebaut. Vom Kamin auf dem 425 m hohen Steinberg aus hat man einen Blick über das Elpetal und das Ruhrtal. Ein ähnlicher vergleichbarer Kamin befindet sich auf dem Bastenberg.
Der Bau war im Juni 2011 Denkmal des Monats des Landschaftsverbands Westfalen-Lippe.